# Bill Nicholson (Tonmeister)
William „Bill“ Nicholson ist ein Tonmeister.

## Leben
Kimball begann seine Karriere Ende der 1970er Jahre und hatte sein Filmbedüt mit Hal Ashbys Filmsatire Willkommen Mr. Chance. Innerhalb zweier Jahre drehte er vier Filme mit Burt Reynolds in der Hauptrolle. 1981 war er für Wie ein wilder Stier gemeinsam mit Donald O. Mitchell, David J. Kimball und Les Lazarowitz für den Oscar in der Kategorie Bester Ton nominiert, der Preis ging in diesem Jahr jedoch an Irvin Kershners Science-Fiction-Film Das Imperium schlägt zurück.
Kimballs Arbeitsschwerpunkt war das Fernsehen. Er arbeitete unter anderem an den Fernsehserien Cagney & Lacey, Chefarzt Dr. Westphall, Polizeirevier Hill Street sowie später an Law & Order und Ghost Whisperer – Stimmen aus dem Jenseits. Zudem wirkte er an einigen Fernsehfilmen der Perry-Mason-Reihe mit. Für seine Leistungen war er zwischen 1982 und 2001 für 22 Emmys nominiert, davon allein achtmal für Polizeirevier Hill Street  und viermal für Law & Order. Er konnte fünf Auszeichnungen gewinnen.
Seine letzte Arbeit im Film- und Fernsehgeschäft datiert aus dem Jahr 2009, eine Folge der Serie Lie to Me.

## Filmografie (Auswahl)
- 1979: Willkommen Mr. Chance (Being There)
- 1980: Das ausgekochte Schlitzohr ist wieder auf Achse (Smokey and the Bandit II)
- 1980: Freibeuter des Todes (The Island)
- 1980: Wie ein wilder Stier (Raging Bull)
- 1980: Xanadu
- 1981: Auf dem Highway ist die Hölle los (The Cannonball Run)
- 1981: Die letzten Amerikaner (Southern Comfort)
- 1981: Fesseln der Macht (True Confessions)
- 1981: Ich brauche einen Erben (Paternity)
- 1981: Sharky und seine Profis (Sharky's Machine)
- 1985: Das Feuerschiff (The Lightship)

## Auszeichnungen (Auswahl)
- 1981: Oscar-Nominierung in der Kategorie Bester Ton für Wie ein wilder Stier